# Zobbenitz
Zobbenitz is een plaats en voormalige gemeente in de Duitse deelstaat Saksen-Anhalt, en maakt deel uit van de Landkreis Börde.
Zobbenitz telt 346 inwoners.